# Dorothée de Marcianopolis
Dorothée de Marcianopolis est un évêque de Marcianopolis en Mésie (aujourd'hui Devnya, dans la province de  Varna en Bulgarie) qui fut partisan de Nestorius lors du concile d'Éphèse, en 431.
Le patriarche de Constantinople, Maximien, le déposa dans un synode local, mais son successeur à Marcianopolis ne fut pas accepté. L'empereur, Théodose II, l'exila alors en Cappadoce. Subsistent de lui des lettres relatives à la polémique entre Cyrille d'Alexandrie et Nestorius (CPG 5781-5786).